# Llista de xemeneies de la Bisbal d'Empordà

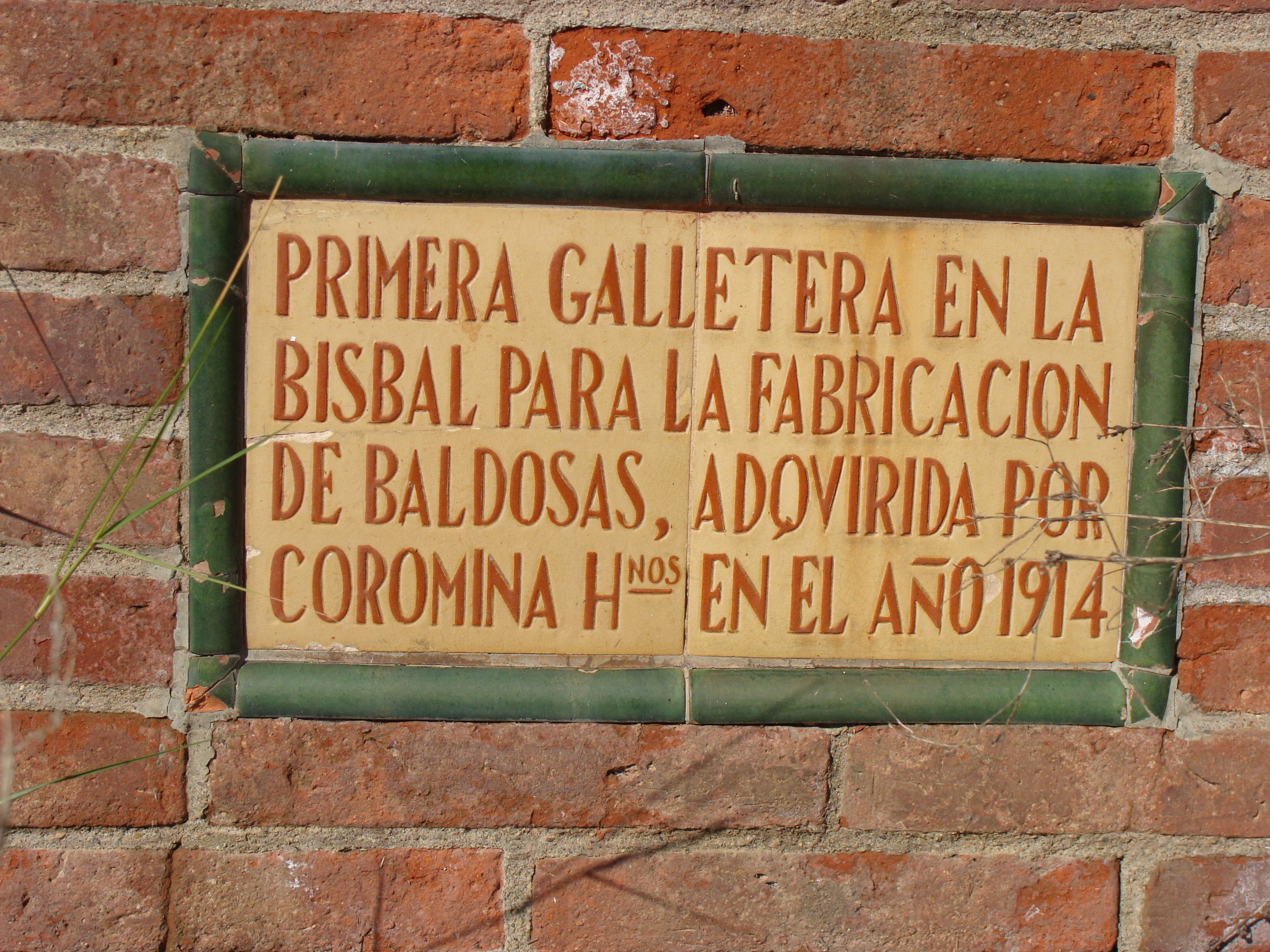
Primera galletera de la Bisbal

Les xemeneies de la Bisbal d'Empordà són una de les empremtes en el paisatge urbà més significatives de la Bisbal d'Empordà. En total es preserven en l'actualitat 20 xemeneies industrials que feien funcionar els forns de ceràmica de flama invertida. Aquestes peces tenen un valor emblemàtic i patrimonial perquè recorden el passat industrial del municipi.
Les xemeneies eren considerades com una edificació complementària a dins de l'empresa, i per aquest motiu no s'havia de disposar de permís d'obres específic per poder-les edificar. Els encarregats de construir-les eren els mestres d'obres: tenien l'habilitat de crear una estructura que permetés dur a terme un bon tiratge de fums procedents dels forns ceramistes. En l'època modernista alguns arquitectes es van implicar també en el disseny de xemeneies industrials.
Una estructura que no es veu perquè està soterrada –i que és de molta importància per la correcta succió dels fums– és el túnel de tiratge, que té unes proporcions basades en l'estructura del forn i la xemeneia.
El primer article publicat referent a les diverses xemeneies de la Bisbal va ser a la revista el Drac, núm. 42 (en format paper) on consta la descripció de cada peça i la seva ubicació sobre el mapa de la ciutat. Posteriorment s'han fet d'altres articles que es poden trobar a la revista Daba (núm. 5) i Totbisbal.

## Llista
| Nom                     | Foto                                | Descripció | Coordenades |
| ----------------------- | ----------------------------------- | --- | ----------- |
| Coromina I i II         | Coromina I i II · Coromina I i II   | La fàbrica de Cerámica Coromina inicialment estava situada al actual carrer 6 d'octubre on des de l'any 1991 hi ha el Terracotta Museu, museu de terrissa i ceràmica industrial de la Bisbal d'Empordà. Segons informació de Joan Coromina l'empresa va ser fundada pel seu oncle Alfons Coromina Figueres i se sap que l'any 1911 estava en funcionament. L'any 1918, l'empresa va ser traslladada al carrer de l'Aigüeta núm. 216, on es van edificar dues xemeneies industrials. Segons Joan Turbau, la primera xemeneia Coromina situada a la part de més al nord de la nau industrial, va ser dissenyada pel professor de dibuix Joan Baptista Coromina i construïda pel mestre d'obres Joan Rasós Casas (La Bisbal d'Empordà, 1888 – 1970) amb l'oficial paleta expert en el maneig taulaplom David Pujol i Domingo Pacheco Pel que fa l'estructura, la xemeneia Coromina I i Coromina II estan ambdues construïdes amb maons de terra cuita aplantillats que en aquella època es feien manualment, peces que tenien forma trapezoïdal i havien de tenir diferent mida segons el tram que s'estava edificant, així com el percentatge de talús que s'havia previst donar-li al con. El fust de la xemeneies està reforçat per anelles metàl·liques i la sortida de fums o coronació presenten les dues estructures un sardinell de maons a estil collaret creat per donar solidesa a la zona molt afectades per les diferències de temperatura entre l'interior i l'exterior. No estant correctament alineades en referència al pla horitzontal del terra, però aparentment, el fust d'ambdues, s'observa lliure de patologies importants. |             |
| Terracota I i II        | Terracota I i II · Terracota I i II | La zona on actualment hi ha el museu de la ceràmica Terracotta Museu primerament hi va haver una petita empresa de ceràmica que per coure el material utilitzaven un forn morú. Més endavant en aquesta mateixa fàbrica s'hi va instal·lar l'empresa també ceramista d'Alfons Coromina i posteriorment l'any 1928 va passar en mans de Salvador Fuster amb el nom de societat Terracota-Fuster i l'any 1929 iniciava la seva activitat com a empresa d'aquest ram. D'acord amb una fotografia del fons Terracotta Museu (1971) s'observa que el recinte fabril de 5.467 m² disposava de tres xemeneies, una d'elles va ser enderrocada l'any 1982 i estava feta segons un sistema de remolinat. A la contraportada de la revista de DABA núm. 05 es pot observar aquesta xemeneia abans de ser enderrocada. Pel que fa l'estructura, les xemeneies Terracotta I i II estan ambdues fetes de maons de terra cuita vermella i tenen el fust tron cònic. La que està situada més a l'oest de la nau industrial, pròxima a la carretera Palamós – Girona o entrada al museu, és de base quadrada i la segona, construïda posteriorment, situada a la part est o més interna de l'antiga fàbrica —la seva base es circular. Les dues peces estan previstes de coronació a la sortida de fums i també d'anelles metàl·liques que reforcen el fust. Van ser edificades pel mestre d'obres Joan Saballs Plaja (La Bisbal d'Empordà, 1878 – ?) entre els anys 1926 i el 1934. El mes d'octubre de l'any 2009 es van iniciar les obres de rehabilitació de les dues xemeneies, perquè presentaven patologies importants, com fissures verticals al fust patologies de les xemeneies industrials amb risc que es pogués desprendre d'algun fragment de maçoneria del tram superior de l'estructura. El projecte de restauració de les xemeneies el va estendre l'arquitecte Pau Roig Avilés. |             |
| Sirvent                 | Sirvent                             | La fàbrica de ceràmica Sirvent, situada al carrer de la Indústria núm. 7, consta que l'any 1897, funcionava com a empresa de ceràmica segons el registre d'inscripció a la Matricula Industrial dipositat al Arxiu Històric Comarcal del Baix Empordà. Per fonts verbals, sabem que la xemeneia va ser construïda pel mestre d'obres Eulogi Saballs Barris (la Bisbal 1912-1969), desconeixen l'any de l'edificació i l'any 2000 encara fumejava. Estructura: La xemeneia es de forma tron cònica i està feta amb maons aplantillats de terra cuita vermella, presenta una base circular i està proveïda de 12 anelles metàl·liques que reforcen el fust. No disposa de coronació a la sortida de fums i si bé el període de funcionament ha sigut llarg, no s'observen esquerdes importants en aquesta zona. En conjunt esta força preservada. |             |
| Diaz Costa              | Diaz Costa                          | La fabrica de Cerámica Diaz Costa, està situada al carrer 6 d'octubre al llindar amb el poble de Vulpellac i va ser construïda l'any 1943 aproximadament, per Joan Rasós Cases. Presenta una estructura ben diferenciada en dos trams de l'edificació, l'inferior es de forma circulat que puja fins a més d'un terç del total dels metres de la xemeneia acabant formant un rapís que ha permès recolzar-hi diverses peces de ceràmica, decoració molt adient pel tipus de funció que va acomplir la xemeneia. Aquest tram està protegit per dues anelles metàl·liques, no així el superior que esta lliure de cèrcols. Finalitza amb un senzill sardinell de maons tocant gairebé al broc de la xemeneia. Actualment el recinte s'utilitza per a la venda d'antiguitats. |             |
| Bosch I i II            | Bosch I i II                        | La fàbrica Industrial Ceràmiques Bosch.S.A coneguda popularment per la Catalana està situada al carrer Jaume II, xamfrà amb el carrer Canigó. Disposa de dues xemeneies industrials fetes de maons aplantillats de terra cuita i el fust protegits per cèrcols metàl·lics. La xemeneia I, va ser construïda l'any 1942 pel mestre d'obres Joan Vinyals i els paletes Eduard Esteve Puignau i Vicens Planella de mot en Santos. I la II va ser edificada l'any 1949 pel mestre d'obres Eulogi Saballs Barris. Actualment la fabrica no funciona i en estar el recinte tancat de moment no poden fer més descripcions de la seva morfologia. L'any 1994 degut al mal estat del tram distal d'una de les xemeneies, va haver de ser escapçada amb l'ajut d'una grua de grans dimensions, un parell d'anys més tard, també es la haver de tallar una part de la secció superior del fust de l'altre xemeneia. |             |
| Salvà Simon             | Salvà Simon                         | L'antiga fàbrica Salvà Simón, també anomenada can Blanch, està situada al carrer de l'Aigüeta núm. 176. Després del tancament de l'empresa el recinte va ser utilitzat per un antiquari i actualment hi ha una botiga de productes agropecuaris. La xemeneia la va edificar el mestre d'obres Joan Vinyals (la Bisbal 1897-1973) i el seu equip de paletes, aproximadament l'any 1950. Segons havia comentat el senyor Ll. Salvà aquesta xemeneia era una de les més altes de la Vila, tot i que desconeixem el nombre de metres que feia inicialment. Està construïda amb maons de terra cuita vermella, o de material de fàbrica, terme actualment emprat en alguns informes tècnics. Presenta un fust tron –cònic poc accentuat i està protegit per anelles metàl·liques. La base de la xemeneia està ubicada a l'interior de l'antiga nau fabril, situació que li atorga vulnerabilitat davant la possibilitat de futurs treballs de remodelació del recinte. La peça ha estat escapçada dues vegades, la darrera l'any 2010, obres que va dirigir el mestre d'obres bisbalenc Joan Rasós. El rebaix fet a la xemeneia per evitar possibles despreniments, no està fet a tall sec, si no que la van proveir de l'estètica clàssica pròpia de les xemeneies industrials, amb coronació reforçada per sardinells de maons. |             |
| La Estrella             | La Estrella                         | L'antiga fàbrica l'Estrella està situada al carrer de l'Aigüeta núm. 110,on actualment hi ha la botiga de ceràmica Terra i Foc. Va ser construïda l'any 1952 pel mestre d'obres Joan Vinyals, el paleta Narcís Muní (1906-1982) i d'altres treballadors que en desconeixen el nom. Amb Joan Vinyals al capdavant i un grup de paletes van crear, una cooperativa anomenada Col·lectivitat del Ram de la Construcció i per aquesta causa o per altres, van rebre el sobrenom dels “bolxevics”. La xemeneia té una morfologia cilíndrica de diàmetre ample i no és tron - cònica com son la majoria de xemeneies. El seu estil concorda bastant amb la xemeneia Salvà que em vist anteriorment i que presentava només una lleugera conicitat del fust, fet que ens demostra l'estil emprat pel constructor Joan Vinyals. També està prevista de cèrcols de reforç i feta amb maons de fàbrica. Aquesta peça l'any 1970 va ser escapçada fins gairebé la meitat del seu fust, perquè té la base a dins el recinte del que abans era la fàbrica i hi havia el risc de caure algun fragment al teulat. Actualment veiem que te diverses fissures al fust. |             |
| Brancós                 | Brancós                             | L'empresa Industries Ceràmiques Brancòs S.A. actualment en activitat, està situada al carrer de la Indústria xamfrà amb el carrer Garbí. Va ser construïda pel mestre d'obres Eulogi Saballs Barris (La Bisbal 1912-1969) l'any 1955 aproximadament. Està feta d'obra de fàbrica i presenta una estructura tron – cònica. S'observa força conservada i alineada, però amb una lleugera excentricitat. Es diu que la xemeneia disposa de escales de gat metàl·liques adossades a la paret interna del conducte. Era freqüent equipar-les amb aquests elements per si s'havia de treure l'accés de sutge o fer alguna reparació a la sortida de fums i de les zones vulnerables de la xemeneia. David Pujol, fill del paleta David Pujol (Vulpellac, 1907 - la Bisbal, 1991) va publicar que una de les causes de les deformacions que patien les xemeneies industrials, eren degudes que els esglaons de l'escala de gat interior s'havien unit tots al mateix costat de la paret interna de la xemeneia, produint-s'hi una sobrecàrrega no simètrica. Es va trobar la solució distribuint les els esglaons en forma d'espiral en el decurs de tot el fust. (4) Quan la xemeneia va deixar d'acomplir la funció de tiratge dels fums procedents del forn, li van donar una altra utilitat, potenciar la combustió d'una barbacoa que van instal·lar a la base de l'estructura, la fotografia adjunta ens permet observar-ho. |             |
| Maruny                  | Maruny                              | La terrissera Antòni Maruny era una empresa ceramista que estava especialitzada amb la creació complements per la construcció com teules, canonades i també feia tota mena de peces decoratives. Va mantenir la seva activitat fabril fins a l'any 2011. La xemeneia va ser construïda pels voltants de l'any 1955 a càrrec de l'oficial paleta Josep Viader i està situada al carrer del Pedró núm. 122. Per primera vegada, d'entre la relació de xemeneies que em vist fins ara, aquesta peça marca una diferencia significativa en la seva forma de construcció. Està feta amb un sistema de remolinat extern amb morter, i més endavant en veurem també d'altres construïdes segons aquest mètode. La tècnica consistia en crear l'estructura amb rajols o d'altres tipus de materials i a la zona de la camisa -espai que quedava entre la paret interna i externa de la xemeneia- s'hi col·locaven diverses barnilles o cables de ferro en sentit vertical i també es diu que se n'havien posat de forma circular, amb l'objectiu d'aconseguir un major solidesa de l'estructura. Finalment es remolinava amb morter i sovint també es pintava per impermeabilitzar la porositat dels materials, el color escollit era el blanc. La Maruny a més està reforçada per sis cèrcols metàl·lics externs i la sortida de fums finalitza sense coronació, però amb una disposició del material formant inclinació o pendent cap el terra, creat de ben segur, per facilitar el lliscament de l'aigua de la pluja. |             |
| Puigdemont              | Puigdemont                          | L'empresa Puigdemont està situada al carrer del Pont núm. 1, indret pròxim al llit del riu Daró. El propietari de l'empresa Ramon Romaguera, considera que la xemeneia fa uns 23 metres d'alçada (5). Va ser construïda l'any 1956 pel mestre d'obres Leandre Casamajor Lloveras junt amb els oficials paletes Alfons Plaja i Eduard Esteva. Està feta d'obra de fàbrica i el fust mostra el clàssic reforç amb cèrcols metàl·lics. La sortida de fums està lliure de coronació i la base està ubicada al interior de la nau industrial. S'observa en bon estat general de conservació. |             |
| Mestres-Latasa          | Mestres-Latasa · Mestres-Latasa     | L'empresa ceramista Mestres – Latasa consta inscrita per primera vegada l'any 1957 al llibre de la Contribució Industrial, va estar activa elaborant rajol vidriat durant 30 anys, fins al 1987 aproximadament. Està situada a l'actual Avinguda Josep Irla, xamfrà amb el carrer Nou. Després del tancament de l'empresa, els recintes fabrils van ser adquirits per artesans de la ceràmica i la forja que els permet realitzar la seva activitat folgadament. Segons una fotografia en blanc i negre cedida per Enric Latasa i publicada a la revista Drac núm 42 (6) l'empresa tenia dues xemeneies, la de menys alçada va ser enderrocada. Tot i que no s'han calculat els seus metres, diuen que és possible en faci uns 30, fet que la dotaria de ser la més alta de la Bisbal. Està edificat amb obra de fàbrica i té el fust troncocònic reforçat per 14 anelles de ferro i no presenta coronació, el broc està rematat per una estructura en pendent del mateix disseny que la xemeneia Puigdemont, també edificada per Leandre Casamajor Lloveras i l'oficial paleta Robert Bruguera. La base es rodona i en el punt de transició amb el fust, presenta un sardinell de maons de 4,5 cm. posats en vertical i continua amb una sanefa formant quatre esglaons. Pròxima a ella hi ha una acàcia i un lledoner que li reforcen l'estètica. La xemeneia en el seu terç superior i en el sector nord-oest presenta una lleugera concavitat cap endins. I ha qui diu que a causa del efectes de la tramuntana. S'ha de considerar com a fet meritós, que aquesta xemeneia situada al bell mig dels patis de la fàbrica i envoltada de terreny lliure, es vapoder escapar del bloom immobiliari, tot que estava previst desallotjar als artesans i edificar-hi. |             |
| Lloberas                | Lloberas                            | La xemeneia de l'empresa Lloveras està situada al carrer del Paral·lel es considera que va ser edificada l'any 1960 per mestre d'obres en Joan Rasós Casamiquela que es membre de la quarta generació d'una nissaga de constructors a la Bisbal, el paleta que va intervindré a la construcció va ser en David Pujol Poch junt amb d'altres. Va funcionar fins aproximadament l'any 1998, disposava de tres forns que coïen el cairó de paviment vermell i rajola vidriada El propietari de l'empresa era Pere Lloberas (7) L'any 2000 va ser encapsada un tram del terç superior per perill que hi podia haver de caure algun fragment. És de estructura tron- cònica amb una d'alçada de més de 20 metres i esta edificada amb maons aplantillats de terra cuita i reforçada per anelles externes metàl·liques. |             |
| L'Empordanesa           | LEmpordanesa                        | La xemeneia de la fabrica l'Empordanesa, segons els registres de la contribució industrial Arxiu Històric Comarcal de la Bisbal, l'empresa estava inscrita l'any 1952 amb el nom de “Cooperativa de Alfareros” i formada per 31 socis. Està situada a l'actual avinguda Josep Irla xamfrà amb carrer del Morró, va ser construïda pel mestre d'obres Eulogi Saballs Barris i el paleta Joan Pons Pericay junt amb un seu germà, l'any 1961. És tron-cònica feta d'obra de fàbrica i reforçada per cèrcols de ferro i segons Emili Pons tenia una alçada de 24 metres i presentava una coronació d'estil clàssic. El recinte fabril inicialment disposava 3.300 m2 per l'elaboració de rajols mat vermells, més endavant es van reduir el nombre de dependencies fins al seu tancament definitiu. La zona es va reconvertir en edificable a la dècada de l'any 2000 en plena “febre del totxo “, i possiblement aquest és el motiu que la xemeneia hagi quedat gairebé adherida a la façana d'un bloc de pisos. Aproximadament l'any 1988 va ser escapçada uns metres donant-li una estètica d'acabat que recorda la primitiva sortida de fums |             |
| Emili Pons              | Emili Pons                          | L'antiga empresa de ceràmica Emili Pons, es va posar en funcionament l'any 1961 amb els socis empresarials Alfons Ametller, Albert Gironella i Emili Pons. Elaboràvem la rajoleta catalana de diverses mides, trencaaigües i sòcols entre d'altres. Molts d'aquests materials eren exportats al estranger especialment a Portugal. L'empresa estava situada a la carretera de Calonge i la xemeneia va ser edificada pel mestre d'obres Leandre Casamajor i els paletes germans Pericay. Estructuralment presenta una base circular i un fust tron – cònic molt conservat, la sortida de fums és sense coronació, mostrant una secció inclinada a nivell del broc en sentit des del nucli cap en fora,estructura adequada per repel·lir l'aigua de la pluja. El fust està fet segons el model de embarnillat intern que hem vist a la xemeneia Maruny, però a diferència d'aquesta, la Pons no disposa de cèrcols de subjecció excepte els dos de la base. També marca una construcció molt diferenciada de les altres no fetes amb obra de fàbrica, perquè el fust va ser enrajolat amb rajoleta catalana, model també aplicat a una xemeneia veïna de la vila de Corçà (). Durant el pas del temps, l'enrajolat extern de la Pons s'ha anat descollant, deixant la xemeneia amb la visió de remolinat de formigó i presència de solcs produïts per la impremta de les rajoletes que tenia en el seu inici. |             |
| Rissec (Valls i Llenas) | Rissec (Valls i Llenas)             | Fabrica Valls i LLenas – El Rissec -, actualment al lloc de la fabrica hi ha la pròpia botiga de ceràmica El Rissec Valls i Llenas, situada al carrer de l'Aigüeta núm. 94 i 102. la xemeneia presideix un pati interior hi està perfectament preservada. Va ser edificada aproximadament l'any 1960 pel mestre d'obres Narcís Muní segons la tècnica d'embarnillat, remolinat i posterior impermeabilitat de la porositat amb pintura blanca, és possible que pell fet que l'hagin pintat de tant en tant s'hagi preservat de les humitats i patologies, acció d'agrair perquè és una peça de mides molt equilibrades i s'escau a dins una botiga de ceràmica. |             |
| Francisco Pérez         | Francisco Pérez                     | L'empresa de ceràmica Francisco Pérez que actualment no funciona, està situada a la carretera de Calonge i bastant distanciada del nucli poblacional de la Bisbal. Es considera que la xemeneia va ser edificada entre els anys 1965 al 1970 pel mestre d'obres Salvador Ferrer i el oficial paleta Pere Pascual Fontguerna. Està feta segons segons els sistema d'embarnillat i remolinat, presenta una lleugera coronació amb un sardinell de maons, es calcula que fa uns 12 metres d'alçada i preserva el fust en bon estat. |             |
| Vilà-Clara              | Vilà-Clara                          | L'empresa de ceràmica Vila Clara la va fundar l'any 1950 Josep Vila Clara i està situada al carrer 6 d'octubre núm. 27, en principi feien servir un forn i una xemeneia que els havia construït en Joaquim Casamajor. L'empresa es va especialitzar en la producció de ceràmica decorativa i també d'ús, elaborant per encàrrec vaixelles i jocs de cafè, entre d'altres elements de la llar. L'any 1974 el mestre d'obres Joan Rasós i el paleta Enric Sais van edificar a dins el mateix edifici, però, a un indret diferent, un nou forn i xemeneia. Joan Vila-Clara, -cognoms que es van ampliar amb un guió per poder-los citar conjuntament com s'havia fet sempre -, explica que el forn circular de flama invertida feia uns 2,5 metres de diàmetre extern i va ser el darrer d'aquestes característiques que es va construir a la Bisbal. Actualment resta en peu la xemeneia que mostra un estil constructiu diferent de les vistes fins ara. La base i el fust son quadrats i està feta amb els clàssics maons emprats en la construcció de murs, els quatre angles presenten un model de protecció format per escaires metàl·lics. El fust, en algun dels seus trams, també s'observa enquadrat o reforçat per elements de ferro i finalitza formant uns graus de talús. La base està situada a dins el taller. |             |